# Punctelia borreri
Punctelia borreri är en lavart som först beskrevs av James Edward Smith, och fick sitt nu gällande namn av Krog. Punctelia borreri ingår i släktet Punctelia och familjen Parmeliaceae.   Inga underarter finns listade i Catalogue of Life.